# Yoann Zimmer
Pour les articles homonymes, voir Zimmer.
Yoann Zimmer est un acteur et scénariste belge originaire de Namur.
Dans le film Des hommes (2020), il incarne le personnage joué plus âgé par Gérard Depardieu, celui d'un soldat français dans la tourmente de la guerre d'Algérie. Ce rôle lui vaut une nomination au Magritte du meilleur espoir masculin en 2022.

## Filmographie

### Acteur

#### Cinéma

##### Courts et moyens métrages
- 2012 : Tristesse animal sauvage de Florian Berutti
- 2013 : Incandescents de Mireille Verboomen : Gilles
- 2014 : Vertiges d'Arnaud Dufeys
- 2015 : Les Herbes bruissent encore de Marie Le Floc'h : Julien
- 2015 : Feel Sad for the Bunny de Kenneth Mercken : Bruno
- 2016 : Frankie15 de Livia Perneel : Luca
- 2016 : Les Incapables de Roxanne Gaucherand : Gaspard
- 2017 : Souffle de Sidney Van Wichelen : Maxime
- 2017 : Les Enfants partent à l'aube de Manon Coubia : Mo, le fils
- 2017 : Quelque chose brûle de Mathilde Chavanne
- 2018 : Lâchez les chiens de Manue Fleytoux : Guillaume
- 2018 : Le Lac d'Igor Wojtowicz : le jeune homme
- 2018 : T'avais pas peur avant de Tommaso Usberti : Victor
- 2018 : Crocs de Sébastien Vaniček : Tim
- 2019 : Baltringue de Josza Anjembe : Gaëtan
- 2019 : Les Enfants de salaud de Lucie Rico : Léonard
- 2019 : Marée de Manon Coubia : Antoine
- 2019 : Une nuit, à travers champs de Guillaume Grélardon : Joe
- 2022 : Donovan s'échappe de Lucie Plumet : Donovan
- 2024 : Après Anna de Lucie Plumet : Victor

##### Longs métrages
- 2015 : Crache Cœur de Julia Kowalski : Roman
- 2016 : La Fille inconnue des Frères Dardenne : le patient violent
- 2018 : Les Fauves de Vincent Mariette : Arnaud
- 2019 : Rêves de jeunesse d'Alain Raoust : Clément
- 2020 : Été 85 de François Ozon : Luc
- 2020 : Des hommes de Lucas Belvaux : Bernard à 20 ans
- 2020 : De nos frères blessés de Hélier Cisterne : Henri Maillot
- 2022 : Retour à Séoul de Davy Chou : Maxime
- 2024 : Amareo de Marta Bergman : Stéphane Mandelbaum
- 2024 : Oxana de Charlène Favier : Tristan
- 2025 : L'Enfant bélier de Marta Bergman : Kevin
- 2025 : Sauvons les meubles de Catherine Cosme : Paul

#### Télévision
- 2017 : Night Shop (mini-série télévisée) de Guillaume Grélardon : Joe
- 2017 : Robin (téléfilm) d'Alice Douard : Robin
- 2019 : Les Sauvages (mini-série télévisée) de Rebecca Zlotowski : Kevin Sanchez

### Réalisateur
- 2021 : Sauce à part (court métrage)

### Scénariste
- 2021 : Sauce à part (court métrage) de lui-même
- 2024 : Amareo de Marta Bergman